# Shataping (sockenhuvudort i Kina, Hunan Sheng, lat 29,59, long 110,04)
Shataping (kinesiska: 沙塔坪乡, 沙塔坪) är en sockenhuvudort i Kina. Den ligger i provinsen Hunan, i den södra delen av landet, omkring 320 kilometer nordväst om provinshuvudstaden Changsha. Antalet invånare är 12 477. Befolkningen består av 5 994 kvinnor och 6 483 män. Barn under 15 år utgör 20,0 %, vuxna 15-64 år 66 %, och äldre över 65 år 12,0 %.
Runt Shataping är det ganska tätbefolkat, med 111 invånare per kvadratkilometer. Närmaste större samhälle är Chenjiahe, 12,9 km sydväst om Shataping. I omgivningarna runt Shataping växer i huvudsak blandskog.
Genomsnittlig årsnederbörd är 1 679 millimeter. Den regnigaste månaden är september, med i genomsnitt 288 mm nederbörd, och den torraste är december, med 16 mm nederbörd.